# 張問明 (嘉靖進士)
張問明（1533年—1582年），字子明，號惺宇，山西平陽府猗氏縣人，明朝政治人物。

## 生平
嘉靖三十七年（1549年）戊午科山西鄉試第二十六名舉人。嘉靖四十一年（1562年）中式壬戌科會試第二百十七名，三甲第一百八十二名進士。授河南光山縣知縣，隆庆初擢監察御史，四年巡按南直隶蘇松，歷吏部郎中，出官河南開封府知府，萬曆六年（1578年）調直隸河間府知府，在任八年致仕，卒年五十。

## 家族
曾祖張能；祖父張儒，縣主簿；父張嘉會，母衛氏。